# أوليسيس فرانسيسكو إسبايلات
أوليسيس فرانسيسكو إسبايلات (بالإسبانية: Ulises Espaillat) (و. 1823 – 1878 م) هو سياسي من جمهورية الدومينيكان .